# HD 167356
HD 167356，又名BD-18 4864，SAO 161227、HR 6825，是一颗恒星，视星等为6.07，位于銀經12.31，銀緯-0.82，其B1900.0坐标为赤經18h 9m 38.2s，赤緯-18° -0.82′ 31″。